# StageCraft
StageCraft è un on-set virtual production utilizzato per creare effetti visivi utilizzando la tecnologia di video wall compositi e progettata dalla Industrial Light & Magic (ILM). Inizialmente pensata per la serie The Mandalorian pubblicata su Disney+, da allora è stata utilizzata in altre produzioni ed è considerata come una rivoluzionaria tecnologia per gli effetti speciali. Il teatro di posa nel quale lo StageCraft è inserito viene chiamato The Volume.

## Storia
Mentre lavorava al film Rogue One del 2016, il direttore della fotografia Greig Fraser ha affrontato molti problemi che hanno ispirato l'idea di utilizzare un grande schermo LED come parte del set. Questa idea venne successivamente sviluppata da un team che includeva Richard Bluff e Rob Bredow della Industrial Light & Magic, insieme a Kim Libreri della Epic Games. Durante lo sviluppo de Il re leone del 2019, il regista Jon Favreau ha lavorato con la ILM per sviluppare la tecnologia per visualizzare meglio inquadrature effettuate in spazio generato con al CGI. Quando Favreau iniziò a lavorare alla serie The Mandalorian, la ILM trovò l'opportunità perfetta per usare la tecnologia con un regista che conosceva già la tecnologia.
Il processo di utilizzo dello StageCraft utilizza riprese live-action degli attori circondati da un grande video wall LED ad alta definizione. Questi video wall mostrano immagini di background generate al computer, in sostituzione dell'utilizzo tradizionale di immagini inserite in post-produzione grazie all'utilizzo delle riprese con green screen, questi set sono conosciuti come The Volume. Durante le riprese, il team di produzione ha la possibilità di riallineare e manipolare il background e le luci in tempo reale in base alle posizioni delle videocamere.
ILM utilizza l'Unreal Engine della Epic Games, un popolare motore grafico, per manipolare rendering 3D in tempo reale all'interno di ambienti generati al computer. Altri partner tecnologici utilizzati nella creazione dello StageCraft sono FuseFX, Lux Machina, Profile Studios, Nvidia e ARRI.

### StageCraft 2.0
ILM ha aggiornato il sistema tecnologico, definendolo "StageCraft 2.0" per la seconda stagione di The Mandalorian. Questa versione aggiornata include un'area di utilizzo più vasta ed un software di gestione più specializzato, Helios, un motore di rendering grafico sviluppato specificatamente dalla ILM per l'hardware dello StageCraft.
Nel settembre del 2020, è stato annunciata la costruzione di un secondo "The Volume" permanente presso i Manhattan Beach Studios di Los Angeles, ad aggiungersi al primo costruito negli stessi studios per The Mandalorian, secondo "Thw volume" completato nel marzo del 2021. Ulteriori aperture sono state quella presso i Pinewood Studios di Londra che ha aperto nel Febbraio del 2021, uno di dimensioni maggiori e con caratteristiche differenti, costruito per Fox Studios Australia ed uno costruito a Vancouver nel 2022. Tutti i nuovi set sono più grandi, utilizzano più pannelli LED e con più alta definizione rispetto al primo costruito presso Manhattan Beach. La ILM ha anche la possibilità di installare versioni temporanee in altre sedi.

## Produzioni con StageCraft

### Televisione
- The Mandalorian (2019-in corso)[7]
- The Book of Boba Fett (2021)[8]
- How I Met Your Father (2022-2023)[9]
- Our Flag Means Death (2022-2023)[10]
- Obi-Wan Kenobi (2022)[11]
- Andor (2022-in corso)[12]
- House of the Dragon (2022-in corso)[13]
- Ohsama Sentai King-Ohger (2023)
- Ahsoka (2023)[14]
- Percy Jackson e gli dei dell'Olimpo (2024-in corso)[15]
- The Acolyte - La seguace (2024)[16]
- Avatar - La leggenda di Aang (2024-in corso)[17]
- Star Wars: Skeleton Crew (2024)[18]
- Doctor Who (stagione 14-corso) (2023-in corso)[19]

### Cinema
- The Midnight Sky (2020)[20]
- In vacanza su Marte (2020)[21]
- The Batman (2022)[22]
- Thor: Love and Thunder (2022)[6]
- Black Adam (2022)[23]
- The Fabelmans (2022)[24][25]
- Ant-Man and the Wasp: Quantumania (2023)[26]